# Shāh Reẕā
Shāh Reẕā (persiska: شاه رِضا مَحَلِّه, شاه رضا, شاه رِظا, Shāh Reẕā Maḩalleh) är en ort i Iran.   Den ligger i provinsen Mazandaran, i den norra delen av landet, 180 km nordost om huvudstaden Teheran. Antalet invånare är 142.
Terrängen runt Shāh Reẕā är mycket platt. Runt Shāh Reẕā är det ganska tätbefolkat, med 111 invånare per kvadratkilometer. Närmaste större samhälle är Sari, 14,9 km sydost om Shāh Reẕā. Trakten runt Shāh Reẕā består till största delen av jordbruksmark.